# Олехно Судимонтович
Олехно Судимонтович герба Труби (пол. Olechno Sudymuntowicz, лит. Alekna Sudimantaitis) — впливовий литовський боярин, державний діяч ВКЛ. Посади: великий канцлер литовський, воєвода віленський, підчаший, намісник у Полоцьку (зокрема, 1464 року). Його тесть — Іван Монивидович, дружина — Ядвіга. Мав доньку Ядвігу.